# Задорожна Анастасія Сергіївна
Анастасія Сергіївна Задорожна (рос. Анастасия Сергеевна Задорожная; нар. 30 серпня 1985, Федотово, Вологодська область, Російська РФСР) — російська актриса, співачка та телеведуча.

## Життєпис

### Ранні роки
Народилася 30 серпня 1985 в родині військовослужбовця. 
1996 року стала солісткою дитячої музичної групи «Непосиди». У 1999 р. отримала першу роль — у серіалі «Прості істини». Влітку 2002 р., після закінчення школи, поступила на акторський факультет Російської академії театрального мистецтва — ГІТІС.

### Кар'єра

#### Кіно
З 1999 по 2003 рік грала в серіалі «Прості істини» роль школярки Анжеліки Селіверстової.
2005 року була обрана на роль Василини (Васі)  — головної героїні серіалу «Клуб». «Клуб» став найуспішнішим та найбільш рейтинговим проектом за всю історію телеканалу «MTV Росія»[джерело не вказане 4150 днів]. Усього було знято 8 сезонів. За сюжетом, скромна дівчинка Василиса потрапляє в клуб і стає відомою поп-співачкою. Сюжет серіалу частково перегукувався з долею самої Насті[джерело не вказане 4150 днів] і це стало поштовхом її музичної кар'єри.
2006 року виконала головну роль Світлани Синиціної в комедійному серіалі «Троє зверху», російської версії популярного в усьому світі серіалу «Компанія трьох».
2007 року вперше знімалася за кордоном, де брала участь у проекті бельгійських режисерів Guy Goossens і Marc Punt «Матрьошки 2». Цей серіал, присвячений проблемі порнотрафіку, з успіхом пройшов у багатьох країнах Європи.
2008 року знялася в детективному серіалі каналу НТВ «Злочин буде розкрито». У ньому вона зіграла молодого слідчого прокуратури на ім'я Глафіра Ульянова. у 2009–2010 роках на замовлення каналу НТВ був знятий другий сезон серіалу.
2009 року виконала одну з головних ролей у фільмі «Кохання у великому місті» режисера Марюса Вайсберга — зіграла кохану героя Вілле Хаапасало дзюдоїстку Алісу Громову. 2010 року вийшло продовження романтичної комедії — «Кохання у великому місті 2». За роль Аліси Громової Настя була відзначена премією «TOP 10 SEXY» радіостанції «Monte Carlo», як найсексуальніша кіноакторка 2010 року.
2010 року знімалася в картинах «Клуб щастя», «Виконавчий лист», «Закоханий та беззбройний». Також цього року почалися зйомки серіалів «Наркотрафік», «Формат А4» і «Небесні родичі».
Влітку 2012 року на кілька місяців переїхала в Ялту для роботи в рімейку радянського фільму «Кавказька полонянка», де вона зіграла головну жіночу роль. Партнерами Насті Задорожної по картині стали Геннадій Хазанов, Михайло Єфремов, Арарат Кещян, Микола Добринін та багато інших. Фільм вийшов у серпні 2014 року.
Наприкінці 2012 року закінчила зйомки в телефільмі «Безцінна любов», який буде показаний на «Першому каналі». Партнером акторки в 4-серійній картині став актор Юрій Колокольников.
Навесні 2013 року в Лас-Вегасі почалися зйомки третьої частини фільму «Кохання у великому місті». Акторський склад залишився незмінним. До колишніх героїв додалися персонажі Катерини Климової та Шерон Стоун.
Навесні 2013 року знялася для новорічної комедії «Все буде добре», у якій зіграла головну роль Лізи. У проекті також взяли участь Олександр Ратніков, Олександр Робак та інші. 4-серійний телефільм повинен вийти під Новий рік на каналі «Росія-1».

#### Музика
2001 року на зйомках програми «12 злісних глядачів» Настя познайомилася зі своїм майбутнім продюсером Петром Шекшеєвим. Професійна співпраця Насті та Петра Шекшеєва почалася лише 2003 року, коли були зроблені перші записи Насті на студії Юрія Айзеншпіса і був запущений офіційний сайт артистки. Тоді ж знялася в кліпі на пісню «Навіщо топтати мою любов» популярної групи «Смислові галюцинації».
2007 року отримала премії «Золотий грамофон» та «Золотий рінгтон» (приз за найкращий рінгтон року) за пісню «Буду» з серіалу «Клуб».
У грудні 2007 року на студії «Моноліт Рекордс» вийшов дебютний альбом Насті Задорожної під назвою «До 17 і старше...». До диску ввійшли 13 композицій. Найпопулярнішими стали пісні «Буду», «Любов/нелюбов», «Клуб: Нехай буде шоу!» і «Навіщо топтати мою любов». На них були зняті відеокліпи. Альбом був проданий тиражем більше 70 тисяч екземплярів, став «золотим», і був відзначений премією «Рекорд», як найбільш продаваний дебютний альбом року. Пісня «Буду» 2008 року була відзначена премією «Золотий грамофон». Презентація альбому відбулася в грудні 2007 року в клубі «INFINITI». Цей виступ було випущено на DVD, що отримав назву «Зажигай!».
У лютому 2009 року в Насті вийшов другий альбом «12 історій», до якого ввійшли 12 пісень. Крім сольних пісень («Немає нічого сильніше любові», «Подруга»), у диск ввійшло кілька дуетів. Як з великими зірками, на зразок Лигалайза, Батира Шукенова, так і з артистами-початківцями — Dino MC 47 та іншими. Одна композиція «Небо» виконана дуетом з друзями Насті по театральному інституту, групою Deep Sky.
Презентація альбому «12 історій» пройшла 5 березня 2009 року в клубі Tuning Hall (Москва), і завдяки новій танцювальній програмі, мультимедійного шоу і численним відомим гостям отримала назву «Більше ніж концерт». У грудні 2009 року альбом «12 історій» був названий Найкращим поп-альбомом року в голосуванні «Русский ТОП». Концертна програма презентації лягла в основу другого DVD Насті Задорожної «Більше ніж концерт» (2011 рік). До DVD «Більше ніж концерт» увійшли найкращі виступи та кліпи Насті, включаючи спільні роботи з «Дискотекою Аварією», «Смисловими галюцинаціями», «М16», Dino MC 47 та іншими.
У липні 2010 року в Інтернеті опублікований жартівливий кліп «мережевого» проекту ROTOFF на пісню «ДаДаДа!», у якому Настя зіграла невелике камео, а також записала жіночу вокальну партію. А ближче до кінця року разом з групою «М16» Настя записала заголовну музичну тему фільму «Клуб щастя» — пісню «З ночі до ранку». Режисером відео на цю композицію став російський режисер та кліпмейкер Олександр Ігудін. Робота Насті справила на Ігудіна таке враження, що восени 2010 року він запросив її на головну роль Настусі у своєму проекті «Морозко» — новорічному рімейку-мюзиклі для телеканалу «Росія».
У вересні 2011 року Настя та група М16 були номіновані на премію RU.TV як «Найкращий дует» за саундтрек «З ночі до ранку» з фільму «Клуб щастя».
У квітні 2013 року вийшла нова пісня Насті «Ні ти, ні я». Вона виконана дуетом з українським співаком та телеведучим Олександром Кривошапко. Текст пісні написала сама Настя Задорожна, а автором музики виступив Randi з групи Morandi. Запис дуету проходив в Україні у студії GP Sound, аранжування робили в Румунії, а над мастерінгом пісні працювали в Англії. Також була записана англійська версія пісні під назвою «Hold On».
У березні 2014 саундтреком до серіалу «Кохання у великому місті» стала нова пісня під назвою «Раз Люблю».

#### Театр
2011 року Настю запросили на роль Сесіль — молодої героїні трагіфарсу Леоніда Філатова, написаного за мотивами роману Шодерло де Лакло «Небезпечні зв'язки». Гастролі вистави «Небезпечний, небезпечний, дуже небезпечний» пройшли в багатьох містах Росії.
2012 року відбулася прем'єра театральної роботи Насті під назвою «Жорстокий урок». спектакль був представлений публіці та журі на 10-му щорічному фестивалі «Амурська осінь» у Благовєщенську.

#### Інші проєкти
Восени 2008 року брала участь у шоу «Зоряний лід» на каналі "Росія-1"у парі з Сергієм Славновим. 2010 року в парі з актором Олександром Носиком Настя Задорожна стала учасницею нового проекту телеканалу «Росія-1» «Стиляги-шоу», яке вів Максим Галкін.
У серпні 2012 року Настю запросили для участі в українському проекті «ШоумаSтгоуон», де вже популярні артисти перетворюються в інших, ще більш відомих, передаючи образ, манеру поведінки на сцені та вокал. У тому ж році взяла участь у проекті «Поліглот» на каналі «Росія».

## Фільмографія
| Рік       |    | Українська назва             | Оригінальна назва             | Роль                                    |
| --------- | -- | ---------------------------- | ----------------------------- | --------------------------------------- |
| 1999—2003 | с  | Прості істини                | Простые истины                | Анжеліка Селіверстова                   |
| 2001      | ф  | Самотня дівчина під ліхтарем | Одинокая девушка под фонарём  |                                         |
| 2004      | с  | Холостяки                    | Холостяки                     | Наташа                                  |
| 2005      | с  | Лебединий рай                | Лебединый рай                 | Світлана                                |
| 2005      | ф  | Мама не горюй 2              | Мама не горюй 2               | Маша з групи «Штучки»                   |
| 2005      | с  | Матрьошки                    | Матрьошки                     | Олена                                   |
| 2005      | с  | Молоді й щасливі             | Молоды и счастливы            | Стася                                   |
| 2005      | ф  | Ой, мороз, мороз!            | Ой, мороз, мороз!             | Снігурочка                              |
| 2006      | с  | Виклик                       | Вызов                         | Світланка                               |
| 2006      | ф  | Ніхто не знає про секс       | Никто не знает про секс       | Ніка                                    |
| 2006      | с  | Троє зверху                  | Трое сверху                   | Світлана Синиціна                       |
| 2006—2009 | с  | Клуб                         | Клуб                          | Василина/Маруся                         |
| 2008      | с  | Злочин буде розкрито         | Преступление будет раскрыто   | Глафіра Ульянова                        |
| 2008      | с  | Матрьошки 2                  | Матрёшки 2                    | Олена                                   |
| 2009      | ф  | Кохання у великому місті     | Любовь в большом городе       | Аліса Громова                           |
| 2009—2010 | с  | Злочин буде розкрито 2       | Преступление будет раскрыто 2 | Глафіра Ульянова                        |
| 2010      | ф  | Закоханий і беззбройний      | Влюблён и безоружен           | Олександра Шевченко                     |
| 2010      | ф  | Якщо небо мовчить            | Если небо молчит              | Свєтка Тузова                           |
| 2010      | тф | Виконавчий лист              | Исполнительный лист           | Марина                                  |
| 2010      | ф  | Клуб щастя                   | Клуб счастья                  | Інга                                    |
| 2010      | ф  | Кохання у великому місті 2   | Любовь в большом городе 2     | Аліса Громова                           |
| 2010      | тф | Морозко                      | Морозко                       | Настенька                               |
| 2010      | с  | Щасливі разом                | Счастливы вместе              | Ольга                                   |
| 2011      | с  | 20 років без любові          | 20 лет без любви              | Свєта Ярцева                            |
| 2011      | с  | Наркотрафік                  | Наркотрафик                   | Зоя Алфьорова                           |
| 2011      | с  | Небесні родичі               | Небесные родственники         | Катя Комолова                           |
| 2011      | с  | Формат А4                    | Формат А4                     | Антоніна                                |
| 2013      | ф  | Кохання у великому місті 3   | Любовь в большом городе 3     | Аліса Громова                           |
| 2013      | с  | Безцінна любов               | Бесценная любовь              | Маша                                    |
| 2013      | ф  | Все буде добре               | Всё будет хорошо              | Ліза                                    |
| 2014      | ф  | Кавказька полонянка 2        | Кавказская пленница!          | Ніна                                    |
| 2014      | ф  | Москва — Лопушки             | Москва — Лопушки              | Поліна                                  |
| 2014      | ф  | Що творять чоловіки! 2       | Что творят мужчины! 2         |                                         |
| 2016      | ф  | Якби та якби                 | Если бы да кабы               |                                         |
| 2019      | ф  | Слідчий Горчакова            | Следователь Горчакова         | Ганна Горчакова, слідчий (головна роль) |

### Кліпи
- 2006 — «Навіщо топтати мою любов», режисер Кирило Кузін, O.S.T. серіалу «Клуб» (1 сезон)
- 2007 — «Буду», режисери Кирило Кузін, Вадим Шатров, O.S.T. серіалу «Клуб» (3 сезон)
- 2007 — «Буду Black House remix», режисер Дмитро Єфімов, O.S.T. серіалу «Клуб» (4 сезон)
- 2008 — «Клуб: Нехай буде шоу» разом з Dino MC 47, режисер Дмитро Єфімов, O.S.T. серіалу «Клуб» (5 сезон)
- 2008 — «Любов/Нелюбов», режисер Владислав Опельянц
- 2008 — «Я більше не хочу вірити», режисер Карина Мавріна, O.S.T. серіалу «Клуб» (7 сезон)
- 2009 — «Серце навпіл», режисер Владислав Опельянц
- 2009 — «Немає нічого сильніше любові», режисер Карина Мавріна, O.S.T. серіалу «Клуб» (8 сезон)
- 2010 — «Біжи (У великому місті)», режисер Владислав Опельянц, O.S.T. фільму «Кохання у великому місті 2»
- 2010 — «Літо завжди!», група «Дискотека Аварія», Віра Брежнєва, Настя Задорожна та Світлана Ходченкова, режисер Сарік Андреасян, O.S.T. фільму «Кохання у великому місті 2»
- 2010 — «ДаДаДа!», проект ROTOFF feat. Настя Задорожна, режисер Дмитро Чернов
- 2010 — «З ночі до ранку», спільно з групою М16, режисер Олександр Ігудін, O.S.T. фільму «Клуб щастя»

## DVD
- 2007 — «Зажигай»

## Дискографія
- 2008 — «До 17 і старше...»
- 2009 — «12 історій»

## Цікаві факти
- Настя — господиня пса Бобзи, породи джек-рассел тер'єр. Слідом за своєю господинею він почав кар'єру актора, зігравши в серіалі «Клуб». У квітні 2010 року в твіттері була створена сторінка Бобзи під назвою «Улюблений чоловік артистки Задорожної»[4].
- Настя велика шанувальниця спортивного таланту Ігоря Акінфєєва, воротаря ЦСКА. При цьому, знайома вона з іншим воротарем — В'ячеславом Малафєєвим, виступаючим за «Зеніт»[5].
- 2010 року була визнана найсексуальнішою акторкою російського кіно за результатами премії «TOP10SEXY» за роль у фільмі «Кохання у великому місті 2» режисера Марюса Вайсберга[6][7].